# Білокатайський район
Бі́локата́йський район (рос. Белокатайский район, башк. Балаҡатай районы) — адміністративна одиниця Республіки Башкортостан Російської Федерації.
Адміністративний центр — село Новобілокатай.

## Населення
Населення району становить 17946 осіб (2019, 20169 у 2010, 22623 у 2002).

## Адміністративно-територіальний поділ
На території району утворено 13 сільських поселень, які називаються сільськими радами:
| Поселення                        | Площа, км² | Населення, осіб (2002) | Населення, осіб (2010) | Населення, осіб (2019) | Центр          | Населені пункти |
| -------------------------------- | ---------- | ---------------------- | ---------------------- | ---------------------- | -------------- | --------------- |
| Атаршинська сільська рада        | -          | 892                    | 742                    | 585                    | Атарша         | 5               |
| Білянківська сільська рада       | -          | 2011                   | 1811                   | 1484                   | Білянка        | 8               |
| Ємашинська сільська рада         | -          | 1218                   | 1069                   | 945                    | Ємаші          | 2               |
| Карлихановська сільська рада     | -          | 2035                   | 1692                   | 1445                   | Карлиханово    | 4               |
| Майгазинська сільська рада       | -          | 1427                   | 1042                   | 826                    | Майгаза        | 3               |
| Нижньоіскушинська сільська рада  | -          | 831                    | 628                    | 552                    | Нижній Іскуш   | 3               |
| Новобілокатайська сільська рада  | -          | 6214                   | 6217                   | 6258                   | Новобілокатай  | 2               |
| Ногушинська сільська рада        | -          | 854                    | 628                    | 538                    | Ногуші         | 1               |
| Старобілокатайська сільська рада | -          | 1326                   | 1156                   | 984                    | Старобілокатай | 2               |
| Тардавська сільська рада         | -          | 635                    | 469                    | 316                    | Левалі         | 3               |
| Ургалинська сільська рада        | -          | 2729                   | 2488                   | 2108                   | Ургала         | 6               |
| Утяшевська сільська рада         | -          | 1148                   | 1072                   | 876                    | Нижньоутяшево  | 4               |
| Янибаєвська сільська рада        | -          | 1303                   | 1155                   | 1029                   | Янибаєво       | 3               |

## Найбільші населені пункти
| №  | Населений пункт | Населення, осіб (2002) | Населення, осіб (2010) |
| -- | --------------- | ---------------------- | ---------------------- |
| 1  | Новобілокатай   | 5 912                  | 5 961                  |
| 2  | Ургала          | 1 736                  | 1 672                  |
| 3  | Карлиханово     | 1 640                  | 1 343                  |
| 4  | Ємаші           | 1 142                  | 1 025                  |
| 5  | Білянка         | 883                    | 853                    |
| 6  | Янибаєво        | 907                    | 844                    |
| 7  | Старобілокатай  | 913                    | 825                    |
| 8  | Майгаза         | 879                    | 672                    |
| 9  | Ногуші          | 854                    | 628                    |
| 10 | Нижньоутяшево   | 426                    | 420                    |